# NGC 4539
NGC 4539 é uma galáxia espiral barrada (SBa) localizada na direcção da constelação de Coma Berenices. Possui uma declinação de +18° 12' 10" e uma ascensão recta de 12 horas, 34 minutos e 34,6 segundos.
A galáxia NGC 4539 foi descoberta em 17 de Março de 1831 por John Herschel.